# Bicinia Hungarica
A Bicinia Hungarica Kodály Zoltán 1937–1942 között készült gyűjteménye, szerzője szándéka szerint bevezetőül a kétszólamú éneklésbe. (A bicínium kétszólamú éneket jelent.) Kodály műve 180 dalt tartalmaz négy füzetben.

## Története
Az első füzet 1937-ben (Kodály Emma feljegyzése szerint 1938. január 5-én) jelent meg, még füzet-számozás és ë-jelölés nélkül. 1941-ben az első füzet második kiadása jelent meg, továbbá a második és a harmadik füzet (Kodály Emma feljegyzése szerint december 24-én), majd 1942-ben a negyedik füzet. 1944 húsvétján az első füzet harmadik kiadására is szükség volt.
Az 1950-es években a kiadások még az összes művet tartalmazták, de az előszavakat már nem.  1958-ban a kiadás jogát a Magyar Kórustól átvette a Zeneműkiadó. Az ez utáni kiadásokból kimaradt az I/1, I/60, II/62 és IV/121, emiatt a darabok számozása is megváltozott. Kimaradt a II/92 első versszaka, megjegyzés került a III/103 és III/105-höz, és kimaradtak az utószavak.
A négy füzet revideálását Wilheim András végezte el, és 1998-ban jelent meg. A fenti hiányok helyreállításán túl néhány apróbb hibát is javított a korábbi kiadások, a különféle nyomdai levonatok és a Boosey & Hawkes kiadásában megjelent két angol nyelvű kiadás segítségével.
Az első három füzet alábbi listája a revideált kiadásból való. Az első füzet szöveg nélküli darabjait a lista nem tartalmazza. A negyedik füzet listája csak az első néhány darabot sorolja fel.

## Első füzet
1. Karácsonyi ének

2. Ez a lábom, ez, ez, ez

3. Zöld erdőben fütyül a rigó

9. Házam előtt egy almafa

11. Hej! Dunáról fúj a szél

13. Volt nekem egy kecském, tudod-e?

15. Lisztet pénzért vettem

17. Körtefa, körtefa, gyöngyösi körtefa

19. Jaj, Istenem, a világ

20. Kiszáradt a diófa

21. Virágzik a kökényfa

23. Vásárhely piacon legényt árul egy asszony

24. A zsérei temetőben

28. Hipp, hopp! virradóra fölkapunk a pejcsikóra (Ej, haj, száll az ének)

30. Egy, kettő, három, nincsen nekem párom

33. Esik eső, ázik a heveder

34. Nézd a búzakalászt (Verseghy Ferenc: Az igazi bölcs)

35. Felsőszeli magas torony, elakadt a nagy ostorom

36. Garibaldi csárdás kis kalapja

37. Nem hitted, hogy katona leszek én

38. Hej, Vargáné káposztát főz

39. Édesanyám kiállott a kapuba

40. De meguntam Ferenc Józsit szolgálni

41. Hej, két tyúkom tavalyi, három harmadévi (a Megismerni a kanászt dallama)

42., 42. a) Fehér liliomszál, sej, ugorj a Dunába (az a) kvarttal feljebb van, egyébként ugyanaz)

43. Érik a szőlő, hajlik a vessző, bodor a levele

45. Csütörtökön hajnalba megugatott engemet a kutya

46. Két esztendeje vagy három, hogy a számadómat várom (A Vidrócki híres nyája)

48. Jó, nem kell, ha az emberiség, s nem a nemzeted adja (Kazinczy Ferenc: Misoxenia (Idegen-gyűlölet))

50. Hó, te, Gyurka, hó te hó!

52. Elvesztettem zsebkendőmet

54. A taksonyi legények, ludat loptak szegények

56. Nézd a bakát, mikor az masírozik!

57. Búélesztő szellő, siralmas esztendő

58. Egy, érik a meggy, kettő, feneketlen teknő (Kiolvasó)

59. Ha úgy nézed szépségedet, leány, mint fő javadat (Kisfaludy Sándor: Himfy)

60. Boldog Isten, miatyánk a mennyekben (P. Szedő Dénes dallamra írt szövege)

## Második füzet
61. Mostan kedvem kerekedik (Így kezdődik a Kalevala)

62. Rózsa, rózsa, piros rózsa, mért nem jársz a templomba?

63. Fáj a kutyámnak a lába

63a. az előbbi három szólam, a felső kisterccel feljebb

64. Kis kertemben van egy öreg eperfa

65. Azt hallottam én a héten

66. Hess, páva, hess, páva

67. Túl a vízen egy kosár

68. Hej! önkéntesen iratkoztam huszárnak

69. Szőlőhegyen almafák közt fújdogál az őszi szél

70. Nem messze van Zsombolyától Tömösvár

71. Ha felülök Kolozsvárt a gőzösbe

72. Röpülj, páva, röpülj

73. Sej, huszárgyerek szereti a táncot

74. Szállunk keringve a nyári légben (Weöres Sándor: Rigók dala)

75. Félre tőlem búbánat

76. A körtefa fehéret virágzik

77. Mért jöttetek vidékiek?

78. Kis kece lányom

79. Hej! tulipán, tulipán

80. Csillagoknak teremtője, vigyázz minden emberekre

81. Annyi nekem az irigyem

82. Elmegyek, elmegyek, vissza se tekintek

83. Nincsen apám, nincsen anyám (a dallama azonos a Fúj, süvölt a Mátra szele-vel, de jön utána szöveg nélkül egy cseremisz népdal)

84. A bárnai kertek alatt folyik a szerelempatak

85. Leégett a galambháznak teteje

86. Réten, réten, sej, a kassai réten

87. A maróti zabokba' mácsonya nőtt azokba'

88. Pozsonyi kaszárnya be van kerítve

89. Fehérvári réztoronyba szépen harangoznak

90. Mikor én a kuferomat pakoltam

91. Mikor engem a főorvos vizitál

92. Már én többet nem írhatok levelet

93. Kis pejlovam megérdemli a zabot

94. Cintányéron jó a cukros pogácsa

95. Sej, haj, magos a kaszárnya teteje

96. Magyar zászló szépen lobog

97. Árva vagyok, árva, az Isten is látja

98. Hej, a szegény hagymalé, hagymalé (A szegedi halastó variánsa)

99. Sej, haj, szülőföldem hegyes, völgyes szép vidék

100. Sej! verd meg, Isten, ki a gőzöst csinálta

## Harmadik füzet
101. Kis kacsa fürdik

101a: három szólamban

102. Ha meghalok szellő légyen belőlem (Lévay József)

103. Oroszország határszélén akácfa virágzik

104. Jaj de szépen harangoznak hajnalba

105. Az éjszaka de szomorút álmodtam

106. A mi cicánk férjhez akar menni

107. Arany, ezüstért, cifra ruháért leányt el ne végy koszorújáért

108. Magas a kaszárnya, sűrű ablak rajta

109. Édes jó barátim ím minket (Köszöntő vers)

110. Édesanyám, ha megunt kend tartani

111. Kihajtom a ludam a rétre (második versszak: Érik a ropogós cseresznye)

112. Egy kicsi madárka hezzám kezde járni (a szöveg az Egy gyönge kismadár változata, de a dallam más)

113. Óh, mely félelemmel és rettegéssel lessz a nagy itélet! (Cantus Cath. 1651)

114. Krisztus feltámada, Mi bűnünket elmosá (Cantus Cath. 1651)

115. Az Izrael ezt nyilván mondhatja (A 124. genfi zsoltár, 1551)

116. Bocsásd meg, Úristen ifjúságomnak vétkét (Balassi Bálint verse, XVI. századi dallammal) (Szent vagy, Uram! 119. ének [Leborulva áldlak] variánsa)

117. Nosza, ti istenfélő hívek (A 33. genfi zsoltár, 1547)

118. Mikor a fogságból Isten (A 126. genfi zsoltár, 1551)

119. Siralmas énnéköm tetőled megválnom (Bornemisza Péter: Cantio optima, 1565 tájt)

120. Ha megsokasodik a bűn (M. Tótfalusi Kis Miklós: Siralmas panasz, 1697)

## Negyedik füzet
122. Komoly, öreg Vejnemöjnen éldegéle ideiglen (Kalevala 3. ének)

123. Csevegni jöttünk, gazdurunk!

124. Van nekünk szép öcsénk, vagyonunk, fegyverünk (… leánykérők)

125. Miért vagyok anyám gyereke (… bárcsak madár lehetnék)

126. Fut a nyúl (… nyúl és kutya)

127. Szánkó fordul a kapu elé (… hazafelé)

128. Begyes cinkénk, az is itt marad (… búcsúzó)

129. Házunk előtt áll apám, vaskos szép tölgyfa (… visszanéző)

130. Hosszú éjszaka, mi rövidíti meg? (… hosszú éjszaka)

131. Csillog a nap rezgő nyírfa levelen (… nem mehetünk haza)

132. Ime én, az anyám haszontalan gyereke (… a haszontalan)

133. Az apám padlója (… Rontó Pálék)

134. Apácska mért vagy szomorú, hogy jöttem? (… tékozló fiú)

135. Eggyik se szól, másik se szól (… furcsa falu)

136. Míg a kendő rojtja, addig él a lány (… mit érünk?)

137. Réten épít a madár tanyát (… a szegény sorsa)

…